# Campionatul Mondial de Cros din 1982
A 10-a ediție a Campionatului Mondial de Cros s-a desfășurat pe 21 martie 1982 la Roma, Italia. Au participat 382 de sportivi din 33 de țări.

## Rezultate

### Masculin
| Loc | Sportiv            | Timp    |
| --- | ------------------ | ------- |
| 1   | Mohammed Kedir     | 33:40,5 |
| 2   | Alberto Salazar    | 33:44,8 |
| 3   | Rod Dixon          | 34:01,8 |
| 4   | Hansjörg Kunze     | 34:03,0 |
| 5   | Mike McLeod        | 34:06,4 |
| 6   | Eshetu Tura        | 34:07,7 |
| 7   | Alberto Cova       | 34:12,8 |
| 8   | Werner Schildhauer | 34:17,1 |
| 9   | Dave Clarke        | 34:19,4 |
| 10  | Rob de Castella    | 34:20,5 |

| Loc | Țară | Puncte                                  |
| --- | --- | --------------------------------------- |
|     | Etiopia · Mohamed Kedir · Eshetu Tura · Wodajo Bulti · Miruts Yifter · Hana Girma · Dereje Nedi · Girma Berhanu · Megersa Tulu                            | 98 1 6 12 16 28 35 (66) (137)           |
|     | Anglia Mike McLeod David Clarke Hugh Jones Julian Goater Steve Kenyon Karl Harrison Barry Knight Kevin Forster Peter Standing                             | 114 5 9 11 18 22 49 (65) (67) (124)     |
|     | Uniunea Sovietică Aleksandras Antipovas Valeri Sapon Enn Sellik Viktor Ciumakov Evgheni Okorokov Toomas Turb Serghei Navolokin Igor Efimov                | 257 19 24 45 46 52 71 (83) (114)        |
| 4   | Kenya Alfred Nyasani Kipsubai Koskei Joseph Kiptum Some Muge Wilson Musonik Charles Barongo Adriano Musonye Charles Kiplimo Joshua Kipkemboi              | 271 14 15 38 48 59 97 (98) (105) (111)  |
| 5   | Spania Luis Adsuara Antonio Layos Santiago de la Parte Jorge García Constantino Esparcia Antonio Prieto Francisco Baron Francisco Alario Estanislao Duran | 280 20 34 40 53 54 79 (118) (125) (131) |
| 6   | Statele Unite ale Americii Alberto Salazar Don Clary Daniel Dillon Pat Porter Herb Lindsay Dan Heikkinen Jon Sinclair Guy Arbogast Randy Jackson          | 300 2 27 60 64 69 78 (93) (102) (129)   |

### Feminin
| Loc | Sportivă           | Timp    |
| --- | ------------------ | ------- |
| 1   | Maricica Puică     | 14:38,9 |
| 2   | Fița Lovin         | 14:40,5 |
| 3   | Grete Waitz        | 14:43,9 |
| 4   | Agnese Possamai    | 14:46,9 |
| 5   | Dianne Rodger      | 14:49,2 |
| 6   | Ingrid Kristiansen | 14:50,9 |
| 7   | Elena Sipatova     | 14:51,9 |
| 8   | Raisa Smehnova     | 14:55,5 |
| 9   | Nadia Dandolo      | 14:57,9 |
| 10  | Jan Merrill        | 14:59,5 |

| Loc | Țară | Puncte                     |
| --- | --- | -------------------------- |
|     | Uniunea Sovietică Elena Sipatova Raisa Smehnova Teteana Pozdneakova Galina Zaharova Alla Iușina           | 44 7 8 11 18 (29)          |
|     | Italia Agnese Possamai Nadia Dandolo Cristina Tomasini Rita Marchisio Margherita Gargano Gabriella Dorio  | 57 4 9 19 25 (35) (NT)     |
|     | Anglia Ann Ford Paula Fudge Jane Furniss Ruth Smeeth Christina Boxer Sandra Arthurton                     | 67 13 14 16 24 (41) (48)   |
| 4   | Statele Unite ale Americii Jan Merrill Marty Cooksey Aileen O'Connor Brenda Webb Joan Hansen Lesley Welch | 70 10 17 20 23 (27) (75)   |
| 5   | Canada Kate Wiley Lynn Kanuka Nancy Rooks Anne-Marie Malone Sara Neil Tracie Kelly                        | 104 12 15 38 39 (76) (104) |
| 6   | Norvegia Grete Waitz Ingrid Kristiansen Mona Kleppe Marianne Østbye                                       | 126 3 6 55 62              |

### Juniori
| Loc | Sportiv           | Timp    |
| --- | ----------------- | ------- |
| 1   | Zurbachev Gelaw   | 22:45,3 |
| 2   | Adugna Lema       | 22:46,6 |
| 3   | Stefano Mei       | 22:48,7 |
| 4   | Hunde Kume        | 22:50,5 |
| 5   | Teka Mekonnen     | 22:56,2 |
| 6   | Francesco Panetta | 23:08,4 |
| 7   | Salvatore Nicosia | 23:09,2 |
| 8   | Jonathan Richards | 23:11,4 |
| 9   | Gonfa Negere      | 23:14,3 |
| 10  | Bekele Debele     | 23:19,7 |

| Loc | Țară | Puncte                   |
| --- | --- | ------------------------ |
|     | Etiopia · Zurbachev Gelaw · Adugna Lema · Hunde Kume · Teka Mekonnen · Gonfa Negere · Bekele Debele            | 12 1 2 4 5 (9) (10)      |
|     | Italia Stefano Mei Francesco Panetta Salvatore Nicosia Ranieri Carenza Sergio Bruni Marco Gozzano              | 37 3 6 7 21 (39) (58)    |
|     | Statele Unite ale Americii John Easker Tom Ansberry George Nicholas Joe Stinzi Jonathan Knight Mike Kubitschek | 70 11 14 22 23 (46) (56) |
| 4   | Spania Francisco Espejo Martín Fiz Pere Arco Juan Toledano Adelino Hidalgo José Manuel Albentosa               | 72 12 16 18 26 (33) (34) |
| 5   | Canada Chris Brewster Marc Olesen Dave Reid Paul McCloy Alain Boucher Carey Nelson                             | 95 17 19 28 31 (47) (79) |
| 6   | Anglia Jonathan Richards Mike Chorlton Paul Fowler Martin Green Lloyd Tredell Gary Couch                       | 100 8 13 38 41 (52) (67) |

## Clasament pe medalii
| Loc   | Țară                       | Aur | Argint | Bronz | Total |
| ----- | -------------------------- | --- | ------ | ----- | ----- |
| 1     | Etiopia                    | 4   | 1      | 0     | 5     |
| 2     | România                    | 1   | 1      | 0     | 2     |
| 3     | Uniunea Sovietică          | 1   | 0      | 1     | 2     |
| 4     | Italia                     | 0   | 2      | 1     | 3     |
| 5     | Anglia                     | 0   | 1      | 1     | 2     |
| 5     | Statele Unite ale Americii | 0   | 1      | 1     | 2     |
| 7     | Norvegia                   | 0   | 0      | 1     | 1     |
| 7     | Noua Zeelandă              | 0   | 0      | 1     | 1     |
| Total | Total                      | 6   | 6      | 6     | 18    |